# Кобулетский муниципалитет
Кобулетский муниципалитет (груз. ქობულეთის მუნიციპალიტეტი / kobuletis municipʼalitʼetʼi) — муниципалитет в Грузии, входящий в состав Аджарской Автономной Республики. Находится на юго-западе Грузии, на территории исторической области Аджария. Административный центр — Кобулети.
С 1921 года территория муниципалитета входила в Кобулетский уезд в состав Аджарской Автономной Республики. С 1930 года существует как отдельный район. В 1962-64 гг. — входит в состав Чаквского района, центром которого является даба Чакви (даба-поселок городского типа). 7 апреля 1964 года даба Чакви перестал существование как район и был восстановлен уже в составе Кобулетского районного центра. Такое положение длилось до восстановления независимости Грузии. С 2006 года после законодательной реформы системы самоуправления Кобулетский район был переименован в Кобулетский муниципалитет.

## История
Муниципалитет Кобулети — край с многовековой историей прошлого. Заселен с древних времен. Здесь очень много стоянок бронзового периода, материалы раннего бронзового исфаханского периода, археологические памятники ранего бронзового периода, древнейшие гробницы и материалы, свидетельствующие о богатом историческом прошлом.
В середине XVII в Кобулети и его окрестности Гуриели даровали Тавдгиридзе, которые владели ими до 70-х годов XVIII. После Кючук-Кайнарджийского мирного договора Нижнюю Гурию и Кобулети заняла Османская империя. Во времена османского господства Кобулети нарекли турецким именем Чурук-су (Çürüksu) была создана Чурук-сунская Каза, которая входила в Лазистанский Санджак.
После русско-османской войны 1877—1878 гг, как и всю Аджарию, эту территорию присоединила Российская империя. Во второй половине XIX века Кобулети стал элитным курортом. Приморская линия по приказу царя Александра II была передана на распоряжение лучшим главнокомандующим, которые отличились во время русско-турецкой компании. Высокопоставленные чиновники начали обустраивать побережье Кобулети, строя дорогие дачи. Оздоровительный климат Кобулети всего за несколько лет стал известным.
После советизации Грузии дачи аристократов были переданы во владения красных комиссаров. В 1923 году Кобулети присвоен статус курорта. С 1944 года Кобулети имеет уже статус города.
Во время СССР Кобулетский район являлся одним из значительных центров цитрусоводства и чаеводства во всем Советском союзе. При этом хорошо были развиты и другие отрасли сельского хозяйства: фруктоводство, овощеводство, скотоводство, шелководство, пчеловодство, производство по выводу новых селекционых, хозяйственных видов, вперед продвинулось производство по переработке-изготовлению чая и цитрусовых и др. 
Особую популярность обрел Кобулетский район благодаря местному уникальному пляжу и теплому лету, как место курортного отдыха. Кобулети стал курортом всесоюзного значения, а Цихисдзири - курортом республиканского значения. В этот период начала развиваться т. н. ранняя форма эко туризма в виде походов туристов по плановым маршрутам Кинтришского заповедника.

## Административное устройство
Кобулетский муниципалитет является самоуправляющей административной единицей, которая имеет административные границы и административный центр-город Кобулети. Органами муниципального самоуправления представляют собой мэрия и сакребуло муниципалитета. В состав муниципалитета Кобулети входит 21 территориалный орган. Населенные пункты: один город-Кобулети, два поселка городского типа и 17 территориальных органов, в которые входят 48 сел.

### Список населённых пунктов
| #  | Наименование административной единицы        | Села и поселения    | Кол.-вожителей | Кол.-вожителей | Площадь |
| -- | -------------------------------------------- | ------------------- | -------------- | -------------- | ------- |
| 1  | Город Кобулети                               | Город Кобулети      | 16 546         | 16 546         | 14,99   |
| 2  | Даба Очхамури (Даба-поселок городского типа) | Очхамури            | 5355           | 5355           | 25,25   |
| 2  | Даба Очхамури (Даба-поселок городского типа) | Цецхлаури           | 5355           | 5355           | 25,25   |
| 2  | Даба Очхамури (Даба-поселок городского типа) | Джиханджури         | 5355           | 5355           | 25,25   |
| 3  | Даба Чакви                                   | Чакви               | 6720           | 8574           | 19,66   |
| 3  | Даба Чакви                                   | село Букнари        | 1166           | 8574           | 19,66   |
| 3  | Даба Чакви                                   | село Сахалвашо      | 688            | 8574           | 19,66   |
| 4  | Аламбари                                     | село Аламбари       | 1837           | 2145           | 11,1    |
| 4  | Аламбари                                     | село Зеда-Кондиди   | 308            | 2145           | 11,1    |
| 5  | Ачквистави                                   | село Ачквистави     | 1 057          | 1057           | 8,09    |
| 6  | Бобоквати                                    | село Бобоквати      | 2 282          | 2 817          | 9,05    |
| 6  | Бобоквати                                    | село Кведа-Дагва    | 545            | 2 817          | 9,05    |
| 7  | Гвара                                        | село Гвара          | 1089           | 1409           | 5,23    |
| 7  | Гвара                                        | село Кведа-Кондиди  | 320            | 1409           | 5,23    |
| 8  | Дагва                                        | село Дагва          | 2032           | 2032           | 8,87    |
| 9  | Зенити                                       | село Зенити         | 764            | 764            | 3,76    |
| 10 | Квирике                                      | село Квирике        | 1921           | 4119           | 19,19   |
| 10 | Квирике                                      | село Зеда-Квирике   | 490            | 4119           | 19,19   |
| 10 | Квирике                                      | село Кведа-Квирике  | 1699           | 4119           | 19,19   |
| 11 | Легва                                        | село Легва          | 2081           | 3182           | 15,09   |
| 11 | Легва                                        | село Скура          | 403            | 3182           | 15,09   |
| 11 | Легва                                        | село Цхрапона       | 698            | 3182           | 15,09   |
| 12 | Мухаестате                                   | село Мухаэстате     | 2045           | 2045           | 8,84    |
| 13 | Сачино                                       | село Сачино         | 758            | 2931           | 8,96    |
| 13 | Сачино                                       | село Зеда-Ачква     | 1037           | 2931           | 8,96    |
| 13 | Сачино                                       | село Кведа-Ачква    | 1136           | 2931           | 8,96    |
| 14 | Какути                                       | село Какути         | 1211           | 1621           | 21,25   |
| 14 | Какути                                       | село Ачи            | 253            | 1621           | 21,25   |
| 14 | Какути                                       | село Гогмачаури     | 53             | 1621           | 21,25   |
| 14 | Какути                                       | село Нацхватаеви    | 104            | 1621           | 21,25   |
| 15 | Кобулети                                     | село Цихисдзири     | 2 472          | 4 162          | 10,46   |
| 15 | Кобулети                                     | село Сталинис убани | 956            | 4 162          | 10,46   |
| 15 | Кобулети                                     | село Шуагеле        | 734            | 4 162          | 10,46   |
| 16 | Чаисубани                                    | село Чаисубани      | 2 847          | 2 847          | 12,32   |
| 17 | Цкаврока                                     | село Цкаврока       |                |                |         |
| 18 | Чахати                                       | село Чахати         | 390            | 610            | 26,92   |
| 18 | Чахати                                       | село Дидваке        | -              | 610            | 26,92   |
| 18 | Чахати                                       | село Варджанули     | -              | 610            | 26,92   |
| 18 | Чахати                                       | село Какуча         | 0              | 610            | 26,92   |
| 18 | Чахати                                       | село Качиети        | 78             | 610            | 26,92   |
| 18 | Чахати                                       | село Кабалаури      | -              | 610            | 26,92   |
| 18 | Чахати                                       | село Охтоми         | 121            | 610            | 26,92   |
| 18 | Чахати                                       | село Ткемакарави    | -              | 610            | 26,92   |
| 18 | Чахати                                       | село Хино           | -              | 610            | 26,92   |
| 19 | Хала                                         | село Хала           | 1503           | 2861           | 18,73   |
| 19 | Хала                                         | село Горгадзееби    | 1298           | 2861           | 18,73   |
| 19 | Хала                                         | село Чаквистави     | 60             | 2861           | 18,73   |
| 20 | Хуцубани                                     | село Хуцубани       | 3483           | 5084           |         |
| 20 | Хуцубани                                     | село Накаидзееби    | 672            | 5084           |         |
| 20 | Хуцубани                                     | село Квемо Самеба   | 929            | 5084           |         |

## География
Кобулетский муниципалитет находится на высоте10 м над уровнем моря площадь-711, 8 км², средняя годовая температура-13-15 °C . Среднее количество годовых осадков 2500-3000 мм, климат-субтропический.
Муниципалитет расположен в юго-западной части Грузии. Находится между Черным морем, рекой Чолоки и Месхетинским хребтом. С севера муниципалитет граничит Озургетский муниципалитет (длина границы 55 км); с юго-запада — Хелвачаурский муниципалитет (длина границы 24 км); с юга — Кедский муниципалитет (длина границы 33 км); с юго-востока Шуахевский муниципалитет (длина границы 21 км). Длина морского берега −24 км, площадь муниципалитета 711, 8км2. Площадь муниципалитета, которая используется в сельскохозяйственных целях и для проживания составляет 21 170 тыс. м². что составляет 29, 4 % муниципальных земель. Площадь охраняемых территорий составляет 30 252 га что составляет 42 % площади муниципалитета. К охраняемым территориям относятся: Государственный заповедник Кинтриши, заказник Тикери со всей флорой и фауной. Болото Испани полно редкими растениями. В Кобулетском муниципалитете довольно большой лесной ресурс коефициент которого превышает 65 %. Из древесных распространены бук, каштан, ольха.

### Рельеф
Главными орографическими единицами Кобулетского муниципалитета являются: северо-западный склон Кобулетинско-Чаквского хребта, низменности-равнины черноморских берегов, и полоса холмов и возвышенностей.
Самые высокие местности в Кобулетском муниципалитете вершины Канли (2987м), Хева (2810м), Шамбалети(2688м), Саричаири(2686м), Сачархия(2616м), Хино(2599м), На склонах хребта расположены вершины: Мтирала(1381м), Чаквисмта(1547м), Сагудистави (1700м) и Перанга (2235м).
Рельеф выстроен из интенсивно-моршинистых в основном из эоценных вулканических отложений: андезитные наслоения, брекчи туфовая, брекчия песчаная, туфовые конгломераты.
Горный склон изрезан густой речной сетью. В рельефе преобладают глубоко расчлененные формы горного ущелья. В нижней части Кобулети-Чаквского хребта и у границы располагающей рядом равнины-низменности, четко поделена на части, местами морские и речные террасообразные холмы и пригорки, которые в южной части достигают моря и образуют утес. В северо-западной части муниципалитета расположены четвертового периода осадки-глиняники, песчаники, выстроенные конгломератами болотные низменности-равнины Кобулети, которые становятся более узкими с севера на юг. Вдоль самого берега моря сопутствуют диунические степи. Равнинные низменности малых размеров расположены у поселка городского типа (даба) Чакви и приток Чаквисцкали.
Муниципалитет богат полезными ископаемыми: торф, огнеупорная глина, магнетические пески. В большом количестве добывается строительный камень, песок и галька.

### Почва
На прибрежних равнинах и низменностях распространены в основном альвические, неплодородные болотно-торфяные почвы. На холмах и бугорах преобладают красные почвы, местами-желтые. В нижней части Кобулети-Чаквского хребта распространены серые лесные почвы, в верхней части-оскудевшие лесные серые почвы, в высокогорной зоне-холмистые (местами холмисто-торфяные) горно-луговые почвы. В крутых местах оврагов и ущельев почва очень слабо развита.

### Стихийно-геологические явления
Вулканогенные образования на территории муниципалитета в основном химически истощенная почва, которая характеризуется более низкими физико-механическими свойствами. Такого рода обстоятельство является благоприятным для образования стихийных геологических явлений. В развитии данных процессов большую роль играет также рельефная морфология. Гравитационные процессы (соскальзывание горных пород, образование оползня). В основном процесс возникает в условиях рельефа с углом наклона более чем 25 %. Из-за насыщенности и отяжеления водами горных пород было вызвано и без этого нарушенное статистическое равновесие и развитие гравитационного процесса. Большая часть поврежденной площади используется для сельскохозяйственных угодий, что в свою очередь имеет влияние на активизацию оползневых процессов.
Вдоль сельских местностей не сооружены дренажные каналы, из-за которого происходит бессистемное течение сильных притоков поводка и способствует активизации геологических процессов.
Развитию стихийных природных процессов способствовало в 50-х годах XX века интенсивная вывоз из долины камня, гальки с целью строительства жилых домов и производственных объектов, для строительства фундаментов и дорожного твёрдого грунта. Вырубка леса с целю добывания стройматериалов для строительства, а также на дрова для отопления, производимые взрывы, также использование тяжеловесных тракторов для прокладывания дорог в селах и на альпийских пастбищах, также переполненные пастбища с пасущимся на нём в большом количестве скотом.

### Климат
На низменности и равнине, на и холмах и бугорках стоит влажный морской климат. Более высоко в горах климат соответственно становится умеренно-влажным, после-прохладным. Средняя годовая температура колеблется с 13, 50 0С (у береговой полосы)-до 30 °C (гора Хино). Абсолютная минимальная температура −17 °C, а абсолютная максимальная температура — 42 °C. Среднее количество годовых осадков составляет в год 2500-3000 мм. Обилием осадков богаты осень и зима. На участках равнины, низменности, холмов и бугорков очень редко образуется снежный покров. Длина снежного покрова в горах иногда составляет 5-6 м. и продолжает держаться 6-7 месяцев. На территории муниципалитета часто стоит туман.

### Внутренние воды
Кобулетский муниципалитет богат реками и родниками. Главными реками муниципалитета являются: Кинтриши, Чаквисцкали, Чоколи, Дехва, Ачква. В верхней и в средней частях течения реки горного типа. Для рек характерны глубокие и узкие местами каньенообразные долины. Питание рек происходит за счет дождевых, снеговых и подземеных вод. Весной и осенью имеет место полноводие, наводнение а в любом сезоне года можно ожидать разлива рек. С востока околобереговых дюн простилается полоса болот.
В восьми из сел муниципалитета (Хала, Шуагеле, Квирике, Хуцубани, Чакви, Кобулети, Чахати , Легва) найдены минеральные и термические воды.

#### Озера
Заповедник Кинтриши, в окресностях горы Хино, озеро Сарбиели на высоте 2050 м. Озеро Тбикели-1900-2000 м над уровнем моря. Озеро имеет овальную форму, его максимальная глубина достигает 18-20 м. Озеро Тбикели питается атмосферными осадками, талыми снегами и подземными водами. С северо-запада от озера через подземный канал вытекает четыре ручейка образуя маленькую речку. В озере в малом количестве обитают представители водяной флоры и фауны. Около речки неподалёку есть озера Тбикели и Сидзердзала. В селе Хиноцминда расположено озеро «Шави тба», площадь которого 21 648 квадратных метров, максимальная глубина −7 метров.

### Флора и фауна
В муниципалитете Кобулети около 1600 видов растений, среди которых 20 % реликтовые и эндемические. Искусственно высажена сосна. Болото Испани со мхом, образующим торф, осокой, ситником, тросником, и другими растениями, покрывающими болото. На холмах и бугорах, в прегорье господствуют вечнозеленые растения подлесные колхидские леса, где преобладают дуб, липа, ясень. В подлесье-рододендрон понтийский, лавровишня, верба, вереск, фундук, из лианообразных-плющ, хмель, валерьяна, дикая лоза, и др. В лесах в большом количестве растут дикие фрукты: кислые яблоки, груша лесная, инжир, мушмула. От 600—700 м до 1500-1600 м лес крупнолистового смешанного типа, где в основном леса-букьяники. Здесь растет граб, каштан, липа, клен белый, клен обыкновенный. С 1600—1700 м наряду с буком встречается ель, сосна, реже-пихта. У верхней части части лесной границы растет граб с изогнутым основанием, береза и рябина создают субальпийский лес. Выше 1900-200 м. Субальпийские луга, где распространены герань обыкновенная, герань луговая и герань кроваво-красная «Альбум», кострец безостный, овсянница, борщевик, живокость, ландышь и др. Из кустарниковых на территории муниципалитета распространены вереск, туя западная, волчеягодник, луга в муниципалитете испульзуют в целях летних пастбищь.
На территории муниципалитета обитает заяц, улар, горный жаворонок и др. В лесной зоне распространен Чанский медведь, волк, лиса, куница, лесной кот, косуля, и дикая свинья; среди птиц-ястреб, коршун, пересмешник, и дрозд.
В равниныстых местах в малом количестве: шакал, барсук, еж. В реках водится в большом количестве бородач, бычок-песочник, форель. Для болотистых участков характерны черепаха болотная, лягушка, тритон, в прудах-сом.

## Население
По состоянию на 1 января 2018 года численность населения муниципалитета составила 73 399 жителей, на 1 января 2014 года — 93,3 тыс. жителей.
Согласно переписи 2002 года население района (муниципалитета) составило 88 063 чел.
| Грузины       | 83 367 | 94,67 %  |
| Русские       | 1692   | 1,92 %   |
| Греки         | 1487   | 1,69 %   |
| Армяне        | 958    | 1,09 %   |
| Украинцы      | 176    | 0,20 %   |
| Цыгане (боша) |        |          |
| Азербайджанцы | 79     | 0,09 %   |
| Абхазы        | 50     | 0,06 %   |
| Осетины       | 36     | 0,04 %   |
| другие        | 218    | 0,25 %   |
| всего         | 88 063 | 100,00 % |

| Грузины       | 72 624 | 97,10 %  |
| Армяне        | 696    | 0,93 %   |
| Русские       | 666    | 0,89 %   |
| Греки         | 267    | 0,36 %   |
| Цыгане (боша) | 137    | 0,18 %   |
| Украинцы      | 129    | 0,17 %   |
| Азербайджанцы | 40     | 0,03 %   |
| Осетины       | 23     | 0,02 %   |
| Абхазы        | 11     | 0,01 %   |
| другие        | 201    | 0,27 %   |
| всего         | 74 794 | 100,00 % |

## Образование
В Кобулетском муниципалитете 29 дошкольных образовательных заведений, 46 общеобразовательных и 3 частные школы. По данным 2022 года в учреждениях дошкольного образования числится 3300 воспитанников, количество учеников в школах составляет 12 500 учеников.
В муниципалитете функционирует Н(Н)ЮЛ (Некоммерческое (непроизводственное) юридическое лицо) «Культурный центр Кобулети» и существующий при нем библиотечный отдел, дом молодежи и учащихся, в муниципалитете успешно функционирует колледж «Ахали талга» («Новая волна»).

## Культура
В Кобулетском муниципалитете развита культурная жизнь. Функционируют разного рода культурные и творческие заведения.
Среди них:
Кобулетский музей, который объединяет историю образования, историю культуры, этнографические экспозиции, касающиеся истории Кобулети и археологии. Здесь выставлены полотна художника и скульптора Важи Веруладзе.
- Народный фольклорный ансамбль « Кобулети»
- Ансамбль песни и танцев им. Гурама Тамазашвили «Мхедрули» (Некоммерческая неюридическая организация (ННО)).
- Детский хореографический ансамбль «Саундже».
- Группа по изучению игры на народных инструментах «Чанги» .
- Клуб «Ахали ритмеби», изучающий ритмические танцы.
- Отдел по подготовке будущих лотбаров.
- Хореографический ансамбль «Какути» при Какутском доме культуры.
- Ансамбль «Сулико» им. С. Мамулашвили при Какутском доме культуры.
- Вокальная группа «Алило» при сельском клубе села Гелва
- Ансамбль «Вахтангури» при доме культуры Дагва
- Вокальная группа «Адило» при сельском клубе Аламбри.
- Вокальный ансамбль «Шевардени» при доме культуры Хала.
- Вокальная группа при доме культуры Цихисдзири
- Хореографический ансамбль «Сихарули» при сельском клубе «Зеда Ачква».
- Хореографический ансамбль «Чолоки» при сельском клубе Чолоки.
- Хореографический ансамбль «Чакура» при сельском клубе села Кобулети..
- Ансамбль «Таигули» при доме культуры Цецхлаури.[9]

В феврале месяце в Кобулети ежегодно отмечают День народного чтения.

### Фестивали и народные праздники
Каждый год в муниципалитете проводятся разные фестивали. Среди гостей местные визитеры и гости из-за рубежа.
| Название                                                    | Дата             | Описание |
| ----------------------------------------------------------- | ---------------- | --- |
| «Мзе сопелши анатебс» («Солнце светит в селе»)              | июль             | С целью популяризации сельского туризма каждый год в июле в Кобулетском муниципалитете проводится летний фестиваль. Гости, приехавшие на фестиваль имеют возможность ознакомиться с местной культурой, выставочными предметами, попробовать блюда местной кухни, приобрести представленную на выставке продукцию в том числе сувениры. В рамках фестиваля проводятся спортивные и кулинарные состязания и концерты. |
| Летний фестиваль                                            | июль             | Ежегодно в начале лета в Кобулети проводится летний фестиваль, главной целью которого является создать настрой лета, отдыха на море, и веселья. Со сцены, специально сооруженной для этого дня местные и приглашенные бенды, диджеи в непрерывном режиме на протяжении всего дня заботятся о музыкальном настрое гостей фестиваля. Параллельно с концертом проводятся разные летние активности. Специально для детей оборудован уголок, где аниматоры приготовили для маленьких гостей фестиваля много игр и развлечений. На набережной функционируют открытого типа сезонные кафе-бары, где есть возможность отведать разные грузинские и европейские, также кобулетинские традиционные блюда и сладости. Шоу-программа ежегодно обновляется и отличается от предыдущих выступлений, огненное или файер-шоу, вечером на пляже местами зажигают костер, в небо подымаются тысячами гелиевые шары. Мероприятие завершает красивейший фейерверк. |
| Международный фестиваль «наблюдение за перелетными птицами» | Сентябрь-октябрь | Фестиваль объединяет орнитологов, приехавших со всех уголков мира и наблюдателей перелетных птиц, которые имеют возможность понаблюдать за третьим в мире по величине коридором миграции больше миллиона пролётных хищных птиц. Параллельно во время фестиваля проводятся лекции-семинары местными и приглашенными специалистами. |
| Чаквиставоба                                                | Сентябрь         | Ежегодно в поселке Чаквистави отмечается народный праздник «Чаквиставоба», на котором проводятся концерты, спортивные соревнования по нардам и армрестлингу, организуется выставка изделий народных промыслов. В мероприятии принимают участие местные вокально-хореографические ансамбли, индивидуальные исполнители, местные предприниматели и спортсмены. |
| Мандариноба                                                 | Ноябрь           | Каждый год в ноябре проводится фестиваль Мандариноба, объединяющий традиции сбора урожая цитрусовых и сферу гостеприимства. На фестивале гости могут собрать мандарины в цитрусовом саду, приготовить лимонад, посетить мастер-классы грузинской кухни и послушать живую музыку. |

## Спорт
В Кобулетском муниципалитете функционирует спортивная школа (ННИЛ), которая имеет следующую спортивную инфраструктуру:
- Открытое благоустроенное футбольное мини поле с искусственным покрытием;
- Два зала для борьбы в городе Кобулети и в селе Квирикети;
- Два вело кабинета;
- Кабинет для игроков в шахматы.

Проводятся три республиканских тура организованных спортивными школами:
- Республиканский турнир по свободной борьбе среди юношей имени Васо Гарозашвили.
- Республиканский турнир по свободной борьбе среди юношей имени Ростома Мелашвили
- Республиканский тур среди юношей по тяжелой атлетике имени Резо Басилая.

## Туризм
В муниципалитете находится туристический информационный центр, который предоставляет метным и зарубежным визитерам информацию о достопримечательностях, туристической инфраструктуре, архитектуре и археологических памятниках, культурных мероприятиях, фестивалях, народных праздниках, охраняемых территориях, транспорта и других вопросах. Центр помогает визитерам при за планировании желаемых туров.
Виды туризма в муниципалитете
- Морской туризм
- Эко туризм
- Лечебный туризм
- Культурный турим
- Спортивный туризм
- Сельскохозяйственный туризм
- Научный туризм
- Пилигримный туризм
- Приключенческий туризм
- Кулинарный туризм

## Экономика
Ведущими отраслями являются туризм и сельское хозяйство. Секторы занятости-частный и государственный. В стадии развития находится сельский туризм. Главными направлениями сельского хозяйства — цитрусоводство, чаеводство, садоводство, а также животноводство. В муниципалитете действуют перерабатывающие объекты и малые объекты пищевой промышленности. В экономическом плане более продвинуты сферы обслуживания и торговли.

## Достопримечательности
На территории муниципалитета расположены охраняемые территории Кинтриши, Национальный парк Мтирала, охраняемые территории Кобулети. Значительными историческими пямятниками на территории муниципалитета: Замок Петра, замок Мамукасцихе, церковь Чехедана, монастырь Хиноцминда, Квирикес джаме (мечеть), монастырь Тетросани, замок Элия, Пичвнарис накалакари (мето, где когда-то был город).

### Архитектура
В муниципалитете находится Церковь Трёх Епископов Кобулети.
В муниципалитете, в селе Гвара, находится Храм Святого Гиоргия.

## Знаменитые горожане
| Фото | имя и фамилия       | Годы      | Описание                                                               |
| ---- | ------------------- | --------- | ---------------------------------------------------------------------- |
|      | Давид Хахутаишвили  | 1924-1999 | Грузинский историк, археолог, член-корреспондент Академии наук Грузии. |
|      | Давид Эвгенидзе     | 1958      | Грузинский композитор и музыкант                                       |
|      | Мамия Харази        | 1936-1996 | Выдающийса библиограф и общественный деятель.                          |
|      | Иракли Турманидзе   | 1984      | Бронзовый призер олимпийских игр в 2016 года в Рио-де Жанейро.         |
|      | Иракли Гогохия      | 1983      | Врач, анестезиолог-реаниматолог                                        |
|      | Джано Ананидзе      | 1992      | Футболист, член сборной Грузии                                         |
|      | Нино Катамадзе      | 1972      | Джазовая певица, автор песен                                           |
|      | Александр Кутубидзе | 1969      | Доктор медицинских наук, пластический хирург                           |
|      | Зураб Горгиладзе    | 1937-2006 | Грузинсккий поэт                                                       |
|      | Нодар Амаглобели    | 1930-2004 | Грузинский физик, доктор физико-математических наук, профессор         |
|      | Гиорги Тхилаишвили  | 1991      | Регбист, форвард национальной сборной Грузии                           |
|      | Реваз Челебадзе     | 1955      | Грузинский советский футболист, нападающий                             |
|      | Гурам Тамазашвили   | 1953-2009 | Грузинский певец, солист ансамбля «Картули хмеби»(грузинские голоса).  |
|      | Меги Гогитидзе      | 1989      | Певица, композитор, автор песен                                        |

## Побратимые города
| город          | государство | Регион/район/округ | площадь    | Количество жителей | Почтовый код     | Веб-стр.                                      |
| -------------- | ----------- | ------------------ | ---------- | ------------------ | ---------------- | --------------------------------------------- |
| Кельце         | Польша      | Свентокши          | 109,6 км²  | 199 475            | 25001-25900      | http://www.um.kielce.pl                       |
| Южное          | Украина     | Одесса             | 10,42 км²  | 32,745             | 65481—65489      | http://www.yuzhny.org/                        |
| Паланга        | Литва       | Клайпеда           | 79 км²     | 17 632             | 00100-00103      | palanga.lt                                    |
| Ровно          | Украина     | Ровне              | 63.00 км2  | 245,289            | 33000            | city-adm.rv.ua                                |
| Алаверди       | Армения     | Лори               | 18 км²     | 13,186             | 1701-1708        | http://www.alaverdi.am/                       |
| Нарва          | Эстония     | Ида-Вирумаа        | 84.54 км2  | 54,409             | 20001 to 21020   | https://www.narva.ee                          |
| Варна          | Болгария    | Варна              | 238 км2    | 332,686            | 9000             | www.varna.bg                                  |
| Приекуле       | Латвия      | Курземе            | 5.42 км2   | 1851               | LV-3434          | http://www.priekule.lv/                       |
| Тарту          | Эстония     | Тарту              | 38.80 км2  | 91407              | 50050 to 51111   | https://tartu.ee/en                           |
| Террачина      | Италия      | Латина             | 136 км2    | 45,850             | 4019             | https://comune.terracina.lt.it                |
| Пекары-Сленске | Польша      | Силезия            | 39.98 км2  | 54,226             | 41-940 to 41-949 | http://www.piekary.pl/                        |
| Оборники       | Польша      | Оборники           | 14.08 км2  | 17,850             | 17,850           | https://www.oborniki.pl                       |
| Сельчук        | Турция      | Измир              | 279.85 км2 | 37,689             | 35920            | www.selcuk.bel.tr                             |
| Гурджаани      | Грузия      | Кахети             | 846.0 км²  | 8024               | 1500             | gurjaani.ge                                   |
| Димитрово      | Украина     | Донецк             | 23 км2     | 55800              | 85320-85326      | http://dimitrov-rada.gov.ua                   |
| Бобруйск       | Беларусь    | Могилев            | 83.86 км2  | 209,675            | 213801-213830    | bobruisk.by                                   |
| Ахтала         | Армения     | Лори               | 4.3 км²    | 2,092              | 1709-1711        | http://www.akhtala.am/Pages/Home/Default.aspx |

## Галерея
- Вид на Кобулети
- Вид на Кобулети
- въезд в Кобулети
- Кобулетский бульвар
- село Кобулети
- село Дидваке
- село Хуцубани
- Пляж Цихисдзири
- Замок Мамука
- Замок Петра
- Варджанаульский мост
- железнодорожная станция Кобулети
- Национальный парк Мтирала
- Охраняемые территории Кобулети
- Охраняемые территории Кобулети
- Национальный парк Мтирала
- село Варджанули
- Ткемакравский волновой мост
- Музей Кобулети